# Pelargonium endlicherianum
Pelargonium endlicherianum är en näveväxtart som beskrevs av Edward Fenzl. Pelargonium endlicherianum ingår i släktet pelargoner, och familjen näveväxter. Inga underarter finns listade i Catalogue of Life.